# Classica di San Sebastián 1987
La Classica di San Sebastián 1987, settima edizione della corsa, si svolse il 12 agosto 1987, per un percorso totale di 244 km. Fu vinta dallo spagnolo Marino Lejarreta, al traguardo con il tempo di 6h19'19" alla media di 38,618 km/h.
Partenza a San Sebastián con 153 ciclisti, 112 dei quali portarono a termine il percorso.

## Ordine d'arrivo (Top 10)
| Pos. | Corridore            | Squadra            | Tempo    |
| ---- | -------------------- | ------------------ | -------- |
| 1    | Marino Lejarreta     | Seat-Orbea         | 6h19'19" |
| 2    | Ángel Arroyo         | Reynolds-Pinarello | a 28"    |
| 3    | Federico Etxabe      | BH                 | s.t.     |
| 4    | Erik Breukink        | Panasonic-Isostar  | a 1'02"  |
| 5    | Josep Recio          | Kelme              | s.t.     |
| 6    | Jesús Blanco Villar  | Teka               | s.t.     |
| 7    | Ángel Camarillo      | Teka               | s.t.     |
| 8    | Teun van Vliet       | Panasonic-Isostar  | a 1'12"  |
| 9    | Adrie van der Poel   | PDM-Concorde       | s.t.     |
| 10   | Pello Ruiz Cabestany | Seat-Orbea         | s.t.     |